# زين العابدين مؤتمن
ميرزا زين العابدين بن داوود مؤتمن دُنبُلي ضرابي كاشاني (4 يونيو 1914، طهران - 24 أكتوبر 2005، طهران) مدرس، روائي، شاعر ومؤلف إيراني.

## حياته
ولد في طهران من أصل كاشاني ونشأ في أسرة عريقة على قدر كبير من الأدب والعلم؛ وقد تعلم في مدرسة البُرز الأمريكية وأخذ شهادة البكالوريوس في الأدب عام 1936. حصل على درجة الماجستير في الأدبين الفارسي والإنجليزي عام 1914. كان يعمل من قبل وزارة الثقافة من 1914 حتى 1983 كمدرس لغة والأداب. عش النسر هي أول رواية التاريخية کتبها التي اشتهر بها.